# Turgenia latifolia
Turgenia latifolia es una especie de plantas herbáceas perteneciente a la familia Apiaceae. Es originaria de la región del Mediterráneo hasta Irán.

## Descripción
T. latifolia es una hierba anual; con los tallos erectos, muy ramificados, de 8-40 cm; hojas 1-pinnatisectas con 3-6 pares de segmentos foliares, oblongos, de 1-5 por 0'5-1 cm, dentados o pinnatífidos; 2-5 brácteas y bractéolas, lanceoladas, persistentes; con umbelas sobre pedúnculos de 10 cm o más, con 2-5 radios de 1-6 cm, desiguales, híspidos; flores sin sépalos y con pétalos blancos o rosados, radiados, los más grandes hasta de 4 mm; el fruto es ovoide, de 6-12 mm con las costillas marginales cubiertas de 1 fila de aguijones rectos y las restantes de 2-3.
Esta planta es parecida a Caucalis platycarpos de la que se distingue por la división de las hojas (1 vez pinnadas en vez de 2-3) y por la disposición de las espinas en los frutos. 

## Distribución
Se distribuye por el sudoeste de Asia, Norte de África y en Europa por el centro y sur; en gran parte de la península ibérica y repartida por Aragón aunque escasísima en Huesca, donde sólo la conocemos de un punto del Somontano. 

## Hábitat
Se encuentra en los campos de cultivo y sus márgenes. Preferentemente en suelo calcícola, en una altura de 200 1500 (1800) metros. La floración se produce en abril - junio (julio) y la fructificación en mayo - julio (agosto).

## Taxonomía
Turgenia latifolia fue descrita por L. Hoffm. y publicado en Genera Plantarum Umbelliferarum 59. 1816.
Sinonimia
- Caucalis latifolia  (L.) L.
- Tordylium latifolium L.[2]

## Nombre común
- Castellano: cachurros, cadillo, cadillo de hoja ancha, cadillos, quijones.[2]